# Saint-Rémy, Dordogne
Saint-Rémy (thường được gọi Saint-Rémy-sur-Lidoire) là một xã, nằm ở tỉnh Dordogne vùng Aquitaine của Pháp. Xã này có diện tích 22,26 km², dân số năm 2005 là 420 người. Xã nằm ở khu vực có độ cao trung bình 96 m trên mực nước biển.

## Hành chính
| Danh sách các xã trưởng                |             |                 |                  |          |
| Giai đoạn                              | Giai đoạn   | Tên             | Đảng             | Tư cách  |
| 1971                                   | đương nhiệm | Pierre Guérault | không chính thức | nông dân |
| Tất cả các dữ liệu trước đây không rõ. |             |                 |                  |          |

## Thông tin nhân khẩu
| Năm    | 1962 | 1968 | 1975 | 1982 | 1990 | 1999 | 2005 |
| ------ | ---- | ---- | ---- | ---- | ---- | ---- | ---- |
| Dân số | 386  | 359  | 355  | 338  | 358  | 353  | 420  |